# Virgin VR–01
A Virgin VR–01 Formula–1-es versenyautó, amelyet a Virgin Racing tervezett a 2010-es idényre. A csapat egyik pilótája Timo Glock, aki a Toyotától érkezett. A másik pilótája a csapatnak az újon Lucas di Grassi, aki a GP2-ből érkezett. Jérôme d’Ambrosio és Luiz Razia volt a tesztpilótái a brit csapatnak. A Formula–1 történek első versenyautója volt amit CFD technológiával terveztek. 2010. február 3-án Silverstone-ban mutatták be az autót. A Virgin F1 Racing eredetileg Manor néven nevezett a 2010-es Formula–1-es bajnokságba, majd a Virgin, mint névadó szponzor is beszállt a brigádba, ezért történt a módosítás.

## Bemutató
Eredeti tervek szerint a csapat online bemutatót tartott volna, de ez technikai problémák miatt elmaradt, és sokáig még csak fotó sem került elő a VR-01-es modellről. A hivatalos bemutatáson a csapat két pilótája, az újonc brazil Lucas di Grassi és a német Timo Glock is részt vett a csapatfőnök John Booth és az elnök Sir Richards Branson társaságában.

## Tervezés
Az autó szélcsatornai munkálatok mellőzésével, kizárólag a CFD technológiát használva épült, ami egyedülálló. A hátsó szárnnyal kapcsolatban további módosításként a főprofilon kialakított 15 cm hosszú vízszintes kivágás is végbe hajtottak, amelyhez hasonló megoldást más csapatok is alkalmaztak. A Virgin által alkalmazott új motorburkolat hátterében áll az a tény is, hogy a szezon elején nem megfelelő méretű üzemanyag-tartályt adaptáltak az autóba, vagyis nem tudtak annyi üzemanyagot feltankolni, ami elegendő lett volna a teljes versenytávra.

## Eredmények
(Táblázat értelmezése)

(Félkövér: pole-pozícióból indult; dőlt: leggyorsabb kört futott) 

| Év   | Csapat        | Motor              | Gumi | Versenyzők | 1   | 2   | 3   | 4   | 5   | 6   | 7   | 8   | 9   | 10  | 11  | 12  | 13  | 14  | 15  | 16  | 17  | 18  | 19  | Pont | Helyezés |
| ---- | ------------- | ------------------ | ---- | ---------- | --- | --- | --- | --- | --- | --- | --- | --- | --- | --- | --- | --- | --- | --- | --- | --- | --- | --- | --- | ---- | -------- |
| 2010 | Virgin Racing | Cosworth CA2010 V8 | B    |            | BHR | AUS | MAL | CHN | ESP | MON | TUR | CAN | EUR | GBR | GER | HUN | BEL | ITA | SIN | JPN | KOR | BRA | UAE | 0    | 12.      |
| 2010 | Virgin Racing | Cosworth CA2010 V8 | B    | Glock      | Ki  | Ki  | Ki  | DNS | 18  | Ki  | 18  | Ki  | 19  | 18  | 18  | 16  | 18  | 17  | Ki  | 14  | Ki  | 20  | Ki  | 0    | 12.      |
| 2010 | Virgin Racing | Cosworth CA2010 V8 | B    | di Grassi  | Ki  | Ki  | 14  | Ki  | 19  | Ki  | 19  | 19  | 17  | Ki  | Ki  | 18  | 17  | 20† | 15  | DNS | Ki  | NC  | 18  | 0    | 12.      |

- † – Nem fejezte be a futamot, de rangsorolva lett, mert teljesítette a versenytáv 90%-át.